# 上斎原スペースガードセンター
上斎原スペースガードセンター（かみさいばらスペースガードセンター、KSGC）は、岡山県苫田郡鏡野町上齋原1537−8にあるスペースデブリを観測する施設である。

## 概要
一般財団法人日本宇宙フォーラム (JSF) が設立し、2004年（平成16年）3月に完成した。2017年（平成29年）4月にJAXAへ移管した。日本原子力研究開発機構人形峠環境技術センター構内の人形峠アトムサイエンス館の隣接地にある。
主な利用者は宇宙航空研究開発機構 (JAXA) の追跡ネットワーク技術センター SSAシステムプロジェクトチームである。

## 観測設備
2023年（令和5年）にレーダーをリニューアルし、従来は高度650kmで直径1.6mの物体を観測する性能であったが、直径約10cmの物体まで観測可能なレーダーの運用を開始した。

### レーダー
- 観測高度：200km - 1,000km（低軌道）[5]
- 最大観測高度：3,000km[2]
- 観測能力：10cm級（高度650km）[6]
- 同時観測物体数：最大30[6]